# كمان أجهر
الكَمَان الأَجْهَر (أو كونترباص أو كونتراباس أو كونترابيس في الترجمات الحرفية، من الإنجليزية: contrabass) أو البيس هي أكبر الآلات الوترية المعزوفة بواسطة القوس (أو المنقورة) وأكثرها انخفاضا من ناحية الحدة في الأوركسترا السيمفونية الحديثة.
الكمان الأجهر هو عضو رسمي في قسم الآلات الوترية للأوركسترا وفرق الحفلات الموسيقية، كما يظهر في تشكيلة الكونشرتو، عزف السولو، وموسيقى الحجرة في الموسيقى الكلاسيكية الغربية. يستخدم البيس في عدة أنواع موسيقية أخرى مثل الجاز، البلوز والروك أند رول بأسلوب عقد 1950، الروكابيلي، السايكوبيلي، الموسيقى الريفية التقليدية، البلوغراس، التانغو، وعدة أنواع من الموسيقى التقليدية.
البيس آلة تصويرية تدون معزوفاتها عادتها أعلى بأوكتاف عن الحدة المضبوطة لتفادي الاستعمال المفرط للخطوط الإضافية تحت المدرج. الكمان الجهير هو الآلة الوترية المعاصرة الوحيدة التي تضبط حدتها بمسافات رابعة (مثل كمان الساق)، بحيث تضبط أوتارها عادة على الحدات التالية: مي1، لا1، ري2، و صول2.
لا يزال الأصل الدقيق للآلة محل نقاش، بحيث ينقسم الباحثون إلى مجموعة تؤكد على تطور البيس من كمان الساق، ومجموعة أخرى تؤكد على تطوره من عائلة الكمان.
يعزف الكمان الأجهر باستعمال قوس (أركو)، أو عن طريق نقر الأوتار (بيزيكاتو)، أو باستعمال تقنية أخرى. تستعمل تقنيتا أركو وبيزيكاتو كلتاهما في مختارات الموسيقى الكلاسيكية وموسيقى التانغو. البيزيكاتو هي التقنية المستعملة عادة في الجاز، البلوز، والروكابيلي. تسستغل الموسيقى الكلاسيكية وموسيقى البلوغراس التقليدية الصوت الطبيعي الذي تنتجه الآلة دون إضافات إلكترونية. كثيرا ما يضخم صوت البيس في الجاز والبلوز والريغي، والأنواع الموسيقية المتعلقة بها.

## وصف

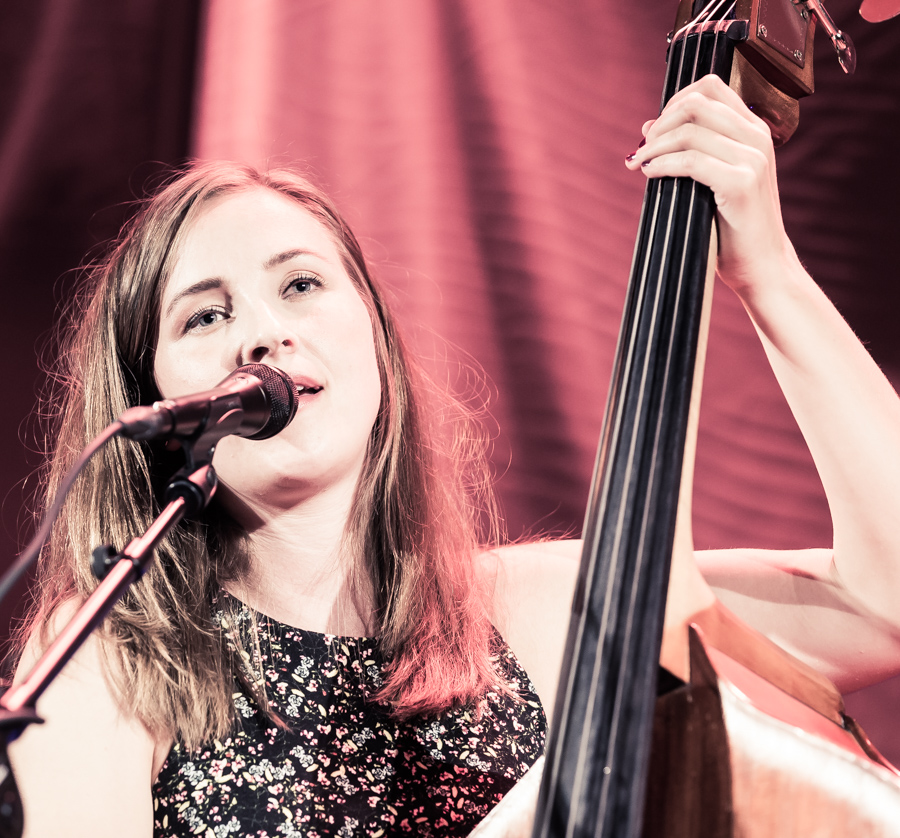
إيلين أندريا وانغ تعزف في مهرجان أوسلو للجاز.

يبلغ طول الكمان الأجهر حوالي 180 سنتيمتر (6 أقدام) من نهاية العنق إلى سيخ النهاية. لكن توجد أحجام أخرى متوفرة مثل 1⁄2 أو 3⁄4، والتي تناسب طول العازف وحجم يده. هذه الأحجام لا تدل على حجم نسبي للحجم الكامل، أو بيس 4⁄4؛ بحيث لا يبلغ طول بيس 1⁄2 نصف طول بيس 4⁄4، بل هو أصغر بنسبة 15% تقريبا. يصنع عادة منعدة أنواع من الخشي، ومن بينها القيقب للجهة الخلفية، التنوب للأعلى، والأبنوس للوحة الأصابع. ليس واضحا كون أصل الكمان الأجهر هو كمان الساق أو الكمان العادي، لكنه يعتبر تقليديا عضوا من عائلة الكمان. بالرغم من تطابق بنائه تقريبا مع الآلات الأخرى في عائلة الكمان، يجسد الكمان الأجهر ميزات وجدت في عائلة كمان الساق القديمة.
نوطات الأوتار المفتوحة (ليس عليها أي إصبع) هي مي1، لا1، ري2، و صول2، وهي نفسها نوطات غيتار بيس صوتي أو كهربائي. لكن رنين الخشب والبناء المشابه للكمان والمجال الواسع يعطي للكمان الأجهر نغمة غنية مقارنة بغيتار البيس، بالإضافة لإمكانية استعمال قوس، كما تسمح لوحة الأصابع غير المقسمة بتنفيذ تقنيتي الغليساندو والليغاتو بطريقة سلسة.

## أنواع قوس الكونترباص
- القوس الفرنسي القصير الضيق، الذي يشبه قوس الكمان.
- القوس الألماني الواسع، حيث يتم تحريكه خلال الأوتار مما يسبب اهتزازها وإصدار النغمات.

## أشهر عازفي الكونترباص في العالم[10]
- إدغار ماير
- راي براون
- ايسبيرانزا سبالدنغ
- تشارليز مينغوز
- رون كارتر
- تريفور دان